# National League North 2024-2025
La National League North 2024-2025 è la 20ª edizione della seconda serie della National League. Rappresenta, insiema alla National League South, il sesto livello del calcio inglese ed il secondo del sistema "non-league". 

## Squadre partecipanti
| Squadra                | Città             | Stagione precedente                                            |
| ---------------------- | ----------------- | -------------------------------------------------------------- |
| Alfreton Town          | Alfreton          | 5º posto in National League North                              |
| Brackley Town          | Brackley          | 3º posto in National League North                              |
| Buxton                 | Buxton            | 14º posto in National League North                             |
| Chester                | Chester           | 10º posto in National League North                             |
| Chorley                | Chorley           | 4º posto in National League North                              |
| Curzon Ashton          | Ashton-under-Lyne | 7º posto in National League North                              |
| Darlington             | Darlington        | 16º posto in National League North                             |
| Farsley Celtic         | Farsley           | 20º posto in National League North                             |
| Hereford               | Hereford          | 11º posto in National League North                             |
| Kidderminster Harriers | Kidderminster     | 22º posto in National League, retrocesso                       |
| King's Lynn Town       | King's Lynn       | 18º posto in National League North                             |
| Leamington             | Leamington Spa    | 3º posto in Southern Premier League Premier Division, promosso |
| Marine                 | Crosby            | 3º posto in Northern Premier League Premier Division, promosso |
| Needham Market         | Needham Market    | 1º posto in Southern Premier League Premier Division, promosso |
| Oxford City            | Oxford            | 24º posto in National League, retrocesso                       |
| Peterborough Sports    | Peterborough      | 15º posto in National League North                             |
| Radcliffe              | Radcliffe         | 1º posto in Northern Premier League Premier Division, promosso |
| Rushall Olympic        | Walsall (Rushall) | 19º posto in National League North                             |
| Scarborough Athletic   | Scarborough       | 13º posto in National League North                             |
| Scunthorpe United      | Scunthorpe        | 2º posto in National League North                              |
| Southport              | Southport         | 17º posto in National League North                             |
| South Shields          | South Shields     | 8º posto in National League North                              |
| Spennymoor Town        | Spennymoor        | 9º posto in National League North                              |
| Warrington Town        | Warrington        | 12º posto in National League North                             |

## Classifica finale
|  | Pos. | Squadra             | Pt | G  | V  | N  | P  | GF | GS  | DR  |
|  | ---- | ------------------- | -- | -- | -- | -- | -- | -- | --- | --- |
|  | 1.   | Brackley Town       | 92 | 46 | 29 | 5  | 12 | 75 | 42  | +33 |
|  | 2.   | Scunthorpe Utd      | 90 | 46 | 26 | 12 | 8  | 76 | 30  | +46 |
|  | 3.   | Kidderminster       | 89 | 46 | 27 | 8  | 11 | 86 | 37  | +49 |
|  | 4.   | Chester             | 87 | 46 | 25 | 12 | 9  | 73 | 45  | +28 |
|  | 5.   | Chorley             | 79 | 46 | 22 | 13 | 11 | 76 | 49  | +27 |
|  | 6.   | King's Lynn Town    | 79 | 46 | 23 | 10 | 13 | 52 | 45  | +7  |
|  | 7.   | Buxton              | 77 | 46 | 24 | 5  | 17 | 76 | 52  | +24 |
|  | 8.   | Curzon Ashton       | 77 | 46 | 22 | 11 | 13 | 59 | 41  | +18 |
|  | 9.   | Spennymoor Town     | 76 | 46 | 21 | 13 | 12 | 76 | 50  | +26 |
|  | 10.  | Hereford            | 76 | 46 | 22 | 10 | 14 | 68 | 51  | +17 |
|  | 11.  | Darlington          | 69 | 46 | 18 | 15 | 13 | 61 | 54  | +7  |
|  | 12.  | Peterborough Sports | 63 | 46 | 17 | 12 | 17 | 55 | 57  | -2  |
|  | 13.  | Scarborough Athl.   | 61 | 46 | 16 | 13 | 17 | 64 | 58  | +6  |
|  | 14.  | Alfreton Town       | 59 | 46 | 15 | 14 | 17 | 54 | 59  | -5  |
|  | 15.  | Marine              | 58 | 46 | 16 | 10 | 20 | 45 | 57  | -12 |
|  | 16.  | Leamington          | 55 | 46 | 15 | 10 | 21 | 52 | 56  | -4  |
|  | 17.  | South Shields       | 54 | 46 | 16 | 6  | 24 | 60 | 73  | -13 |
|  | 18.  | Southport           | 53 | 46 | 13 | 14 | 19 | 43 | 58  | -15 |
|  | 19.  | Oxford City         | 53 | 46 | 13 | 14 | 19 | 58 | 74  | -16 |
|  | 20.  | Radcliffe FC        | 51 | 46 | 13 | 12 | 21 | 56 | 75  | -19 |
|  | 21.  | Needham Market      | 39 | 46 | 10 | 9  | 27 | 44 | 76  | -32 |
|  | 22.  | Rushall Olympic     | 35 | 46 | 9  | 8  | 29 | 42 | 98  | -56 |
|  | 23.  | Warrington Town     | 31 | 46 | 6  | 13 | 27 | 34 | 70  | -36 |
|  | 24.  | Farsley Celtic      | 26 | 46 | 7  | 5  | 34 | 35 | 113 | -78 |

Legenda:
      Promosso in National League 2025-2026.
  Ammesso ai play-off.
      Retrocesso in Northern Premier League/Southern Football League 2025-2026.
Regolamento:
Tre punti a vittoria, uno a pareggio, zero a sconfitta.
In caso di arrivo di due o più squadre a pari punti, la graduatoria viene stilata secondo i seguenti criteri:
- differenza reti
- maggior numero di gol segnati

## Spareggi

### Play-off

#### Tabellone
|  | Quarti di finale | Quarti di finale | Quarti di finale |  |  | Semifinali | Semifinali     | Semifinali     | Semifinali |   |  | Finale | Finale         | Finale |  |
|  |                  |                  |                  |  |  |            |                |                |            |   |  |        |                |        |  |
|  | 5                | Chorley          | 1                |  |  |            |                |                |            |   |  |        |                |        |  |
|  | 6                | King's Lynn Town | 0                |  |  | 2          | Scunthorpe Utd | Scunthorpe Utd | 4          |   |  |        |                |        |  |
|  |                  |                  |                  |  |  | 5          | Chorley        | Chorley        | 2          |   |  |        |                |        |  |
|  |                  |                  |                  |  |  |            |                |                |            |   |  | 2      | Scunthorpe Utd | 2      |  |
|  | 4                | Chester          | 2                |  |  |            |                | 4              | Chester    | 1 |  |        |                |        |  |
|  | 7                | Buxton           | 1                |  |  | 3          | Kidderminster  | Kidderminster  | 1          |   |  |        |                |        |  |
|  |                  |                  |                  |  |  | 4          | Chester        | Chester        | 2          |   |  |        |                |        |  |